# HMS Good Hope (páncélos cirkáló)
A HMS Good Hope a Brit Királyi Haditengerészet 14 100 tonna vízkiszorítású, Drake osztályú páncélos cirkálója. A hajó eredetileg HMS Africa nevet kapta volna, de vízrebocsátása előtt átkeresztelték. A Good Hope építését 1899. szeptember 11-én kezdték, majd 1901. február 21-én bocsátották vízre. A hajó legnagyobb fegyvere egy 230 mm-es löveg volt, ami miatt ez a hajó lett 1906-ban, az Atlanti flotta 1. cirkáló rajának (1st Cruiser Squadron) zászlóshajója. A cirkáló 1908-ban a 2. cirkáló raj (2nd Cruiser Squadron) zászlóshajójává vált.
A Good Hope-ot 1913-ban a Tartalék Flottába helyezték, de nem sokkal az első világháború kitörése előtt, csatlakozott a 6. cirkáló rajhoz (6th Cruiser Squadron). A 6. cirkáló raj kezdetben a Scapa Flowban tartózkodó Nagy Flottához (Grand Fleet) volt rendelve, hogy helyettesítse a 4. cirkáló rajt (4th Cruiser Squadron), melyet korábban Sir Christopher Craddock ellentengernagy irányítása alatt Észak-Amerika partjaihoz küldtek, hogy védjék a brit érdekeket a mexikói forradalom ideje alatt.
Az Admiralitás úgy gondolta, hogy a New Yorkban és a számos többi amerikai kikötőben lévő német óceánjárók könnyedén átalakíthatóak segédcirkálókká, az - Admiralitás szerint - bennük elrejtett lövegek gyors felszerelésével, ezért a Good Hope-ot odavezényelték, hogy támogassa Craddock csapatait. A cirkáló 1914. augusztus 2-án hagyta el a Portsmouth-i kikötőt Philip Francklin kapitány parancsnoksága alatt. Amikor a hajó megérkezett Halifaxba, annak ellenére, hogy a hajó legénységének 90%-a tartalékosokból állt, akiknek nagyon kevés idejük volt, hogy hozzászokjanak a cirkálóhoz, a Good Hope lett Craddock zászlóshajója, mert az gyorsabb volt mint az addigi zászlóshajó, a HMS Suffolk.
A következő néhány hétben a Good Hope a brit kereskedelmi hajókat kísérte déli útjaikon egészen Pernambucoig, később pedig a Falkland-szigetekig. Október 22-én a hajó elhagyta a Falkland-szigeteki Stanley kikötőjét, hogy a Horn-fokon átkelve, a német Kelet Ázsiai hajóraj keresésére induljon.
A HMS Good Hope-ot és a HMS Monmouth-ot, a Maximilian von Spee tengernagy irányítása alatt álló Scharnhorst és a Gneisenau süllyesztette el, Chile partjainál a Coronel-foki csatában 1914. november 1-jén. A hajóval együtt az egész legénység odaveszett.

## Lásd még
- HMS Good Hope nevet viselő hajók listája.